# Dan Iluz
Dan Elijahu Ja'akov Iluz (hebrejsky דן אליהו יעקב אילוז‎; * 21. února 1986 Montréal) je izraelský politik, od ledna 2023 poslanec Knesetu za Likud. Dříve působil jako člen jeruzalémské městské rady.

## Mládí a vzdělání
Narodil se marockým židovským rodičům v kanadském Montréalu. Vystudoval práva na McGillově univerzitě a veřejnou politiku na Hebrejské univerzitě v Jeruzalémě. Do Izraele se přestěhoval z Francie v roce 2009, když mu bylo 23 let.

## Politická kariéra
Na začátku své politické kariéry se stal členem jeruzalémské politické strany Hit'orerut a v březnu 2018 se po rezignaci jiného radního stal členem jeruzalémské městské rady. Následně byl v říjnu téhož roku zvolen do rady a v roce 2021 v rámci dohody o rotaci s Josefem Spiezerem z rady odstoupil. Po odstoupení působil jako zástupce Izraele při Sionistické organizaci Ameriky.

## Osobní život
Jeho rodina, kromě dvou sester, emigrovala do Izraele až v roce 2017.
V roce 2019 se oženil s Bat-El Malkou, tehdejší městskou architektkou Or Akiva.